# Список астероїдів (11901—12000)
| Назва                                 | Тимчасове позначення | Дата відкриття    | Місце відкриття                    | Відкривач                          |
| ------------------------------------- | -------------------- | ----------------- | ---------------------------------- | ---------------------------------- |
| (11901) 1991 PV11                     | 1991 PV11            | 7 серпня 1991     | Паломарська обсерваторія           | Генрі Гольт                        |
| (11902) 1991 PZ12                     | 1991 PZ12            | 5 серпня 1991     | Паломарська обсерваторія           | Генрі Гольт                        |
| (11903) 1991 RD7                      | 1991 RD7             | 2 вересня 1991    | Обсерваторія Сайдинг-Спрінг        | Роберт Макнот                      |
| (11904) 1991 TR1                      | 1991 TR1             | 13 жовтня 1991    | Паломарська обсерваторія           | Кеннет Лоренс                      |
| 11905 Джіакометті (Giacometti)        | 1991 VL6             | 6 листопада 1991  | Обсерваторія Ла-Сілья              | Ерік Вальтер Ельст                 |
| (11906) 1992 AE1                      | 1992 AE1             | 10 січня 1992     | Окутама                            | Цуному Хіокі, Шудзі Хаякава        |
| 11907 Наранен (Naranen)               | 1992 ER8             | 2 березня 1992    | Обсерваторія Ла-Сілья              | UESAC                              |
| (11908) 1992 GC5                      | 1992 GC5             | 4 квітня 1992     | Обсерваторія Ла-Сілья              | Ерік Вальтер Ельст                 |
| (11909) 1992 HD5                      | 1992 HD5             | 25 квітня 1992    | Обсерваторія Ла-Сілья              | Анрі Дебеонь                       |
| (11910) 1992 KJ                       | 1992 KJ              | 28 травня 1992    | Обсерваторія Кійосато              | Сатору Отомо                       |
| 11911 Ангел (Angel)                   | 1992 LF              | 4 червня 1992     | Паломарська обсерваторія           | Керолін Шумейкер, Девід Леві       |
| 11912 Пьєдаде (Piedade)               | 1992 OP5             | 30 липня 1992     | Обсерваторія Ла-Сілья              | Ерік Вальтер Ельст                 |
| 11913 Сварна (Svarna)                 | 1992 RD3             | 2 вересня 1992    | Обсерваторія Ла-Сілья              | Ерік Вальтер Ельст                 |
| 11914 Сінакопулос (Sinachopoulos)     | 1992 RZ3             | 2 вересня 1992    | Обсерваторія Ла-Сілья              | Ерік Вальтер Ельст                 |
| 11915 Нісііное (Nishiinoue)           | 1992 SJ1             | 23 вересня 1992   | Обсерваторія Кітамі                | Кін Ендате, Кадзуро Ватанабе       |
| 11916 Віслох (Wiesloch)               | 1992 ST17            | 24 вересня 1992   | Обсерваторія Карла Шварцшильда     | Лутц Шмадель, Ф. Бернґен           |
| (11917) 1992 UX                       | 1992 UX              | 21 жовтня 1992    | Обсерваторія Ніхондайра            | Такеші Урата                       |
| (11918) 1992 UY                       | 1992 UY              | 21 жовтня 1992    | Обсерваторія Ніхондайра            | Такеші Урата                       |
| (11919) 1992 UD2                      | 1992 UD2             | 25 жовтня 1992    | Станція JCPM Якіїмо                | Акіра Наторі, Такеші Урата         |
| (11920) 1992 UY2                      | 1992 UY2             | 25 жовтня 1992    | Обсерваторія Уенохара              | Нобухіро Кавасато                  |
| 11921 Мітамасахіро (Mitamasahiro)     | 1992 UN3             | 26 жовтня 1992    | Обсерваторія Кітамі                | Кін Ендате, Кадзуро Ватанабе       |
| (11922) 1992 UT3                      | 1992 UT3             | 27 жовтня 1992    | Обсерваторія Ніхондайра            | Такеші Урата                       |
| (11923) 1992 WX                       | 1992 WX              | 17 листопада 1992 | Обсерваторія Дінік                 | Ацуші Суґіе                        |
| (11924) 1992 WS3                      | 1992 WS3             | 17 листопада 1992 | Обсерваторія Кані                  | Йосікане Мідзуно, Тошімата Фурута  |
| (11925) 1992 YA1                      | 1992 YA1             | 23 грудня 1992    | Обсерваторія Ґейсей                | Тсутому Секі                       |
| 11926 Оріноко (Orinoco)               | 1992 YM2             | 18 грудня 1992    | Коссоль                            | Ерік Вальтер Ельст                 |
| 11927 Маунт Кент (Mount Kent)         | 1993 BA              | 16 січня 1993     | Обсерваторія Ґейсей                | Тсутому Секі                       |
| 11928 Акімотохіро (Akimotohiro)       | 1993 BT2             | 23 січня 1993     | Обсерваторія Кітамі                | Кін Ендате, Кадзуро Ватанабе       |
| 11929 Утіно (Uchino)                  | 1993 BG3             | 23 січня 1993     | Обсерваторія Кітамі                | Кін Ендате, Кадзуро Ватанабе       |
| 11930 Осаму (Osamu)                   | 1993 CJ1             | 15 лютого 1993    | Окутама                            | Цуному Хіокі, Шудзі Хаякава        |
| (11931) 1993 DD2                      | 1993 DD2             | 22 лютого 1993    | Обсерваторія Ніхондайра            | Такеші Урата                       |
| (11932) 1993 EP                       | 1993 EP              | 13 березня 1993   | Фудзієда                           | Х. Шіодзава, Такеші Урата          |
| 11933 Хімука (Himuka)                 | 1993 ES              | 15 березня 1993   | Обсерваторія Кітамі                | Кін Ендате, Кадзуро Ватанабе       |
| 11934 Lundgren                        | 1993 FL4             | 17 березня 1993   | Обсерваторія Ла-Сілья              | UESAC                              |
| 11935 Olakarlsson                     | 1993 FB8             | 17 березня 1993   | Обсерваторія Ла-Сілья              | UESAC                              |
| 11936 Tremolizzo                      | 1993 FX9             | 17 березня 1993   | Обсерваторія Ла-Сілья              | UESAC                              |
| (11937) 1993 FF16                     | 1993 FF16            | 17 березня 1993   | Обсерваторія Ла-Сілья              | UESAC                              |
| (11938) 1993 FZ26                     | 1993 FZ26            | 21 березня 1993   | Обсерваторія Ла-Сілья              | UESAC                              |
| (11939) 1993 FH36                     | 1993 FH36            | 19 березня 1993   | Обсерваторія Ла-Сілья              | UESAC                              |
| (11940) 1993 GR                       | 1993 GR              | 15 квітня 1993    | Обсерваторія Кушіро                | Сейджі Уеда, Хіроші Канеда         |
| 11941 Архінал (Archinal)              | 1993 KT1             | 23 травня 1993    | Паломарська обсерваторія           | Керолін Шумейкер, Девід Леві       |
| 11942 Ґетар (Guettard)                | 1993 NV              | 12 липня 1993     | Обсерваторія Ла-Сілья              | Ерік Вальтер Ельст                 |
| 11943 Девідгартлі (Davidhartley)      | 1993 OF9             | 20 липня 1993     | Обсерваторія Ла-Сілья              | Ерік Вальтер Ельст                 |
| 11944 Шефтсбері (Shaftesbury)         | 1993 OK9             | 20 липня 1993     | Обсерваторія Ла-Сілья              | Ерік Вальтер Ельст                 |
| 11945 Амстердам (Amsterdam)           | 1993 PC5             | 15 серпня 1993    | Коссоль                            | Ерік Вальтер Ельст                 |
| 11946 Бейль (Bayle)                   | 1993 PB7             | 15 серпня 1993    | Коссоль                            | Ерік Вальтер Ельст                 |
| 11947 Кімклійстерз (Kimclijsters)     | 1993 PK7             | 15 серпня 1993    | Коссоль                            | Ерік Вальтер Ельст                 |
| 11948 Жустіненен (Justinehenin)       | 1993 QQ4             | 18 серпня 1993    | Коссоль                            | Ерік Вальтер Ельст                 |
| 11949 Кагаяютака (Kagayayutaka)       | 1993 SD2             | 19 вересня 1993   | Обсерваторія Кітамі                | Кін Ендате, Кадзуро Ватанабе       |
| 11950 Мореле (Morellet)               | 1993 SG5             | 19 вересня 1993   | Коссоль                            | Ерік Вальтер Ельст                 |
| (11951) 1994 AJ3                      | 1994 AJ3             | 12 січня 1994     | Фарра-д'Ізонцо                     | Фарра-д'Ізонцо                     |
| (11952) 1994 AM3                      | 1994 AM3             | 8 січня 1994      | Фудзієда                           | Х. Шіодзава, Такеші Урата          |
| (11953) 1994 BW                       | 1994 BW              | 19 січня 1994     | Обсерваторія Оїдзумі               | Такао Кобаяші                      |
| (11954) 1994 BY                       | 1994 BY              | 22 січня 1994     | Фудзієда                           | Х. Шіодзава, Такеші Урата          |
| 11955 Рассробб (Russrobb)             | 1994 CA1             | 8 лютого 1994     | Обсерваторія Домініон              | Девід Белем                        |
| 11956 Тамаракейт (Tamarakate)         | 1994 CL14            | 8 лютого 1994     | Обсерваторія Ла-Сілья              | Ерік Вальтер Ельст                 |
| (11957) 1994 DS                       | 1994 DS              | 17 лютого 1994    | Обсерваторія Оїдзумі               | Такао Кобаяші                      |
| 11958 Ґаліані (Galiani)               | 1994 EJ7             | 9 березня 1994    | Коссоль                            | Ерік Вальтер Ельст                 |
| 11959 Окунокен'о (Okunokeno)          | 1994 GG1             | 13 квітня 1994    | Обсерваторія Кітамі                | Кін Ендате, Кадзуро Ватанабе       |
| (11960) 1994 HA                       | 1994 HA              | 17 квітня 1994    | Обсерваторія Оїдзумі               | Такао Кобаяші                      |
| (11961) 1994 PO                       | 1994 PO              | 3 серпня 1994     | Обсерваторія Наті-Кацуура          | Йошісада Шімідзу, Такеші Урата     |
| (11962) 1994 PX                       | 1994 PX              | 14 серпня 1994    | Обсерваторія Оїдзумі               | Такао Кобаяші                      |
| 11963 Ігнейс (Ignace)                 | 1994 PO16            | 10 серпня 1994    | Обсерваторія Ла-Сілья              | Ерік Вальтер Ельст                 |
| 11964 Пригожин (Prigogine)            | 1994 PY17            | 10 серпня 1994    | Обсерваторія Ла-Сілья              | Ерік Вальтер Ельст                 |
| 11965 Катуллус (Catullus)             | 1994 PF20            | 12 серпня 1994    | Обсерваторія Ла-Сілья              | Ерік Вальтер Ельст                 |
| 11966 Плато (Plateau)                 | 1994 PJ20            | 12 серпня 1994    | Обсерваторія Ла-Сілья              | Ерік Вальтер Ельст                 |
| 11967 Бойл (Boyle)                    | 1994 PW20            | 12 серпня 1994    | Обсерваторія Ла-Сілья              | Ерік Вальтер Ельст                 |
| 11968 Демаріот (Demariotte)           | 1994 PR27            | 12 серпня 1994    | Обсерваторія Ла-Сілья              | Ерік Вальтер Ельст                 |
| 11969 Гей-Люссак (Gay-Lussac)         | 1994 PC37            | 10 серпня 1994    | Обсерваторія Ла-Сілья              | Ерік Вальтер Ельст                 |
| 11970 Паліч (Palitzsch)               | 1994 TD              | 4 жовтня 1994     | Сормано                            | Пієро Сіколі, П. Ґецці             |
| (11971) 1994 UJ2                      | 1994 UJ2             | 31 жовтня 1994    | Обсерваторія Кушіро                | Сейджі Уеда, Хіроші Канеда         |
| (11972) 1994 VK                       | 1994 VK              | 1 листопада 1994  | Обсерваторія Оїдзумі               | Такао Кобаяші                      |
| (11973) 1994 VN                       | 1994 VN              | 1 листопада 1994  | Обсерваторія Оїдзумі               | Такао Кобаяші                      |
| 11974 Ясухідефудзіта (Yasuhidefujita) | 1994 YF              | 24 грудня 1994    | Обсерваторія Оїдзумі               | Такао Кобаяші                      |
| (11975) 1995 FA1                      | 1995 FA1             | 31 березня 1995   | Обсерваторія Ла-Сілья              | Стефано Моттола, Е. Колдевей       |
| 11976 Джозефтерн (Josephthurn)        | 1995 JG              | 5 травня 1995     | Фарра-д'Ізонцо                     | Фарра-д'Ізонцо                     |
| 11977 Leonrisoldi                     | 1995 OA              | 19 липня 1995     | Обсерваторія Санта-Лючія Стронконе | Обсерваторія Санта-Лючія Стронконе |
| 11978 Макотомасако (Makotomasako)     | 1995 SS4             | 20 вересня 1995   | Обсерваторія Кітамі                | Кін Ендате, Кадзуро Ватанабе       |
| (11979) 1995 SS5                      | 1995 SS5             | 25 вересня 1995   | Станція Сінлун                     | SCAP                               |
| 11980 Елліс (Ellis)                   | 1995 SP8             | 17 вересня 1995   | Обсерваторія Кітт-Пік              | Spacewatch                         |
| 11981 Бонкомпаньїі (Boncompagni)      | 1995 UY1             | 20 жовтня 1995    | Обсерваторія Сан-Вітторе           | Обсерваторія Сан-Вітторе           |
| (11982) 1995 UF6                      | 1995 UF6             | 25 жовтня 1995    | Обсерваторія Наті-Кацуура          | Йошісада Шімідзу, Такеші Урата     |
| (11983) 1995 UH6                      | 1995 UH6             | 27 жовтня 1995    | Обсерваторія Оїдзумі               | Такао Кобаяші                      |
| 11984 Мане (Manet)                    | 1995 UK45            | 20 жовтня 1995    | Коссоль                            | Ерік Вальтер Ельст                 |
| (11985) 1995 VG                       | 1995 VG              | 1 листопада 1995  | Обсерваторія Оїдзумі               | Такао Кобаяші                      |
| (11986) 1995 VP                       | 1995 VP              | 3 листопада 1995  | Обсерваторія Оїдзумі               | Такао Кобаяші                      |
| 11987 Йонемацу (Yonematsu)            | 1995 VU1             | 15 листопада 1995 | Обсерваторія Кітамі                | Кін Ендате, Кадзуро Ватанабе       |
| (11988) 1995 WB                       | 1995 WB              | 16 листопада 1995 | Обсерваторія Оїдзумі               | Такао Кобаяші                      |
| (11989) 1995 WN5                      | 1995 WN5             | 24 листопада 1995 | Обсерваторія Оїдзумі               | Такао Кобаяші                      |
| (11990) 1995 WM6                      | 1995 WM6             | 21 листопада 1995 | Обсерваторія Кушіро                | Сейджі Уеда, Хіроші Канеда         |
| (11991) 1995 WK7                      | 1995 WK7             | 27 листопада 1995 | Обсерваторія Оїдзумі               | Такао Кобаяші                      |
| (11992) 1995 XH                       | 1995 XH              | 2 грудня 1995     | Обсерваторія Оїдзумі               | Такао Кобаяші                      |
| (11993) 1995 XX                       | 1995 XX              | 8 грудня 1995     | Обсерваторія Галеакала             | AMOS                               |
| (11994) 1995 YP                       | 1995 YP              | 19 грудня 1995    | Обсерваторія Оїдзумі               | Такао Кобаяші                      |
| (11995) 1995 YB1                      | 1995 YB1             | 21 грудня 1995    | Обсерваторія Оїдзумі               | Такао Кобаяші                      |
| (11996) 1995 YC1                      | 1995 YC1             | 21 грудня 1995    | Обсерваторія Оїдзумі               | Такао Кобаяші                      |
| 11997 Фассел (Fassel)                 | 1995 YU9             | 18 грудня 1995    | Обсерваторія Кітт-Пік              | Spacewatch                         |
| 11998 Фермілаб (Fermilab)             | 1996 AG7             | 12 січня 1996     | Обсерваторія Кітт-Пік              | Spacewatch                         |
| (11999) 1996 BV1                      | 1996 BV1             | 23 січня 1996     | Обсерваторія Оїдзумі               | Такао Кобаяші                      |
| (12000) 1996 CK2                      | 1996 CK2             | 12 лютого 1996    | Обсерваторія Кушіро                | Сейджі Уеда, Хіроші Канеда         |

| ← Астероїди 10001—20000 → |             |             |             |             |             |             |             |             |             |
| 10001—10100               | 11001—11100 | 12001—12100 | 13001—13100 | 14001—14100 | 15001—15100 | 16001—16100 | 17001—17100 | 18001—18100 | 19001—19100 |
| 10101—10200               | 11101—11200 | 12101—12200 | 13101—13200 | 14101—14200 | 15101—15200 | 16101—16200 | 17101—17200 | 18101—18200 | 19101—19200 |
| 10201—10300               | 11201—11300 | 12201—12300 | 13201—13300 | 14201—14300 | 15201—15300 | 16201—16300 | 17201—17300 | 18201—18300 | 19201—19300 |
| 10301—10400               | 11301—11400 | 12301—12400 | 13301—13400 | 14301—14400 | 15301—15400 | 16301—16400 | 17301—17400 | 18301—18400 | 19301—19400 |
| 10401—10500               | 11401—11500 | 12401—12500 | 13401—13500 | 14401—14500 | 15401—15500 | 16401—16500 | 17401—17500 | 18401—18500 | 19401—19500 |
| 10501—10600               | 11501—11600 | 12501—12600 | 13501—13600 | 14501—14600 | 15501—15600 | 16501—16600 | 17501—17600 | 18501—18600 | 19501—19600 |
| 10601—10700               | 11601—11700 | 12601—12700 | 13601—13700 | 14601—14700 | 15601—15700 | 16601—16700 | 17601—17700 | 18601—18700 | 19601—19700 |
| 10701—10800               | 11701—11800 | 12701—12800 | 13701—13800 | 14701—14800 | 15701—15800 | 16701—16800 | 17701—17800 | 18701—18800 | 19701—19800 |
| 10801—10900               | 11801—11900 | 12801—12900 | 13801—13900 | 14801—14900 | 15801—15900 | 16801—16900 | 17801—17900 | 18801—18900 | 19801—19900 |
| 10901—11000               | 11901—12000 | 12901—13000 | 13901—14000 | 14901—15000 | 15901—16000 | 16901—17000 | 17901—18000 | 18901—19000 | 19901—20000 |